# Mihailovsk
Mihailovsk (ru. Михайловск) este un oraș din Regiunea Stavropol, Federația Rusă, care are o populație de 58.153 locuitori.
1. ↑   http://www.stavstat.ru/region_v_cifrah/demografiya/2007/ATP_SK_01_01_2012_predW.htm Lipsește sau este vid: |title= (ajutor)